# VTB United League Newcomer of the Year
Il VTB United League Newcomer of the Year è il riconoscimento conferito annualmente dalla VTB United League al miglior debuttante della stagione. È stato istituito nel 2021.

## Vincitori

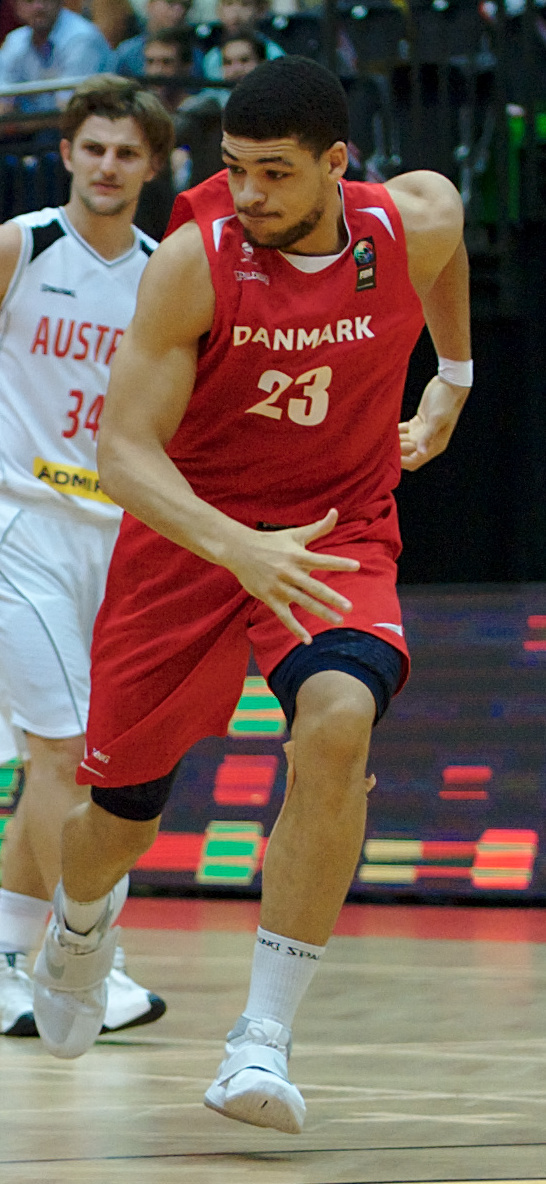
Gabriel Lundberg primo vincitore del trofeo

| Stagione  | Nazionalità   | Giocatore           | Squadra                   |
| --------- | ------------- | ------------------- | ------------------------- |
| 2020-2021 | Danimarca     | Gabriel Lundberg    | Zielona Góra / CSKA Mosca |
| 2021-2022 | non assegnato | non assegnato       | non assegnato             |
| 2022-2023 | Francia       | Thomas Heurtel      | Zenit S. Pietroburgo      |
| 2023-2024 | Canada        | Xavier Rathan-Mayes | Enisey Krasnojarsk        |